# Hermann von Grauert
Hermann Heinrich Ritter von Grauert, född 7 september 1850 i Pritzwalk, död 12 mars 1924 i München, var en tysk historiker.
Grauert blev 1885 professor i historia vid Münchens universitet. Han utgav 1885-95 Görres-Gesellschafts "Historisches Jahrbuch" och 1880-90 "Urkunden Ludwigs des Bayern" för Heinrich von Sybels och Theodor von Sickels "Kaiserurkunden".
Han adlades 1914 var 1920-24, som efterträdare till Georg von Hertling, president i Görres-Gesellschaft. Bland hans senare skrifter märks Zur Geschichte des Weltfriedens, des Völkerrechts und der Idee einer Liga der Nationen (1920) samt minnesskriften Graf Georg von Hertling (samma år).